# Garotos da Rua (álbum)
Garotos da Rua é um álbum de estúdio da banda brasileira Garotos da Rua, lançado em 1986. Esse álbum possui como destaque a canção "Tô de saco cheio", que se tornou um hit do rock no Sul do Brasil.

## Faixas
1. Juventude Um Passo A Frente
2. Que Piada
3. Não É Você
4. Você É Tudo O Que Eu Quero
5. Depois da Festa
6. Babinila
7. Gurizada Medonha
8. Sabe O Que Acontece Comigo
9. Meia Colher
10. Longe de Você
11. Tô de Saco Cheio (Lá Em Casa Continuam Os Mesmos Problemas)